# Dumortierita
La dumortierita és un mineral de la classe dels silicats que pertany i dona nom tant al grup com al supergrup de la dumortierita. Va ser descrita per primera vegada l'any 1881 a partir d'una veta a Chaponost, Alps del Rhône a França i va ser anomenada així en honor del paleontòleg Eugène Dumortier (1803-1873).

## Característiques
La dumortierita cristal·litza en el sistema ortoròmbic formant agregats fibrosos de cristalls prismàtics allargats. Els cristalls són vidriosos i el seu color varia del marró, blau, i verd als més rars violeta i rosat. La seva fórmula és Al(Al₂O)(Al₂O)₂(SiO₄)₃(BO₃). La seva duresa a l'escala de Mohs és 7 i la seva densitat específica és 3,3 a 3,4. Els cristalls presenten pleocroisme del vermell al blau al violeta.
Segons la classificació de Nickel-Strunz pertany a «09.AJ: Estructures de nesosilicats (tetraedres aïllats), amb triangles de BO₃ i/o B[4], tetraèdres de Be[4], compartint vèrtex amb SiO₄» juntament amb els següents minerals: grandidierita, ominelita, holtita, magnesiodumortierita, garrelsita, bakerita, datolita, gadolinita-(Ce), gadolinita-(Y), hingganita-(Ce), hingganita-(Y), hingganita-(Yb), homilita, melanocerita-(Ce), minasgeraisita-(Y), calcibeborosilita-(Y), stillwellita-(Ce), cappelenita-(Y), okanoganita-(Y), vicanita-(Ce), hundholmenita-(Y), proshchenkoita-(Y) i jadarita.

## Formació i jaciments
Típicament es manifesta en roques metamòrfiques d'alta temperatura i riques en alumini, aquelles que resulten de metamorfismes de contacte i també en pegmatites riques en bor.